# Plectroctena laevior
Plectroctena laevior är en myrart som beskrevs av Hermann Stitz 1924. Plectroctena laevior ingår i släktet Plectroctena och familjen myror. Inga underarter finns listade i Catalogue of Life.